# AO 엔터테인먼트의 음반
이 문서는 AO 엔터테인먼트의 음반이다.

## 2020년대
- 2023년 1월 13일 프림로즈 - RED MOON
- 2023년 8월 18일 프림로즈 - LAFFY LAFFY
- 2024년 6월 17일 프림로즈 - REVIVAL
- 2024년 11월 14일 프림로즈 -